# Réti Nóra
Réti Nóra (Budapest, 1994. augusztus 7. –) magyar színésznő, műsorvezető, énekes.

## Életpályája
A Földessy Margit Drámastúdióban tanult. 2012-ben szerepelt a TV2-n futó Megasztár 6 című tehetségkutató műsorban, ahol bekerült a legjobb 12 előadó közé. 2013-ban érettségizett a budapesti Szent István Gimnáziumban. 2014-től a Kaposvári Egyetem színművész szakos hallgatója volt. Egyetemi gyakorlatát a Vígszínházban töltötte. Később az M2 Petőfi TV műsorvezetőjeként is dolgozott. 2019-ben a kecskeméti Katona József Színházban szerepelt. Ritkán szinkronizál is. 

## Filmes és televíziós szerepei
- A mi kis falunk (2024) – Janka
- …a szomszéd tehene (2024) – Olga
- Hazatalálsz (2023–2024) – Kereszti Andi
- Aranybulla (2022) – Erzsébet
- Ida regénye (2021) – Bogár Nóra
- Apatigris (2021) – Anett
- Csak színház és más semmi (2019) – Szekeres Krisztina
- Vakfolt (2017) – Laura
- Halál népbiztosa (2021) – Jolán

## Színházi szerepei
- Ingmar Bergman: Jelenetek egy házasságból (2019, Katona József Színház / rendezte: Réczei Tamás)
- Bertolt Brecht: Baál (2019, Vígszínház / r. Horváth Csaba)
- Charlie Chaplin: A diktátor (vígszínházi előadás) (2018, Vígszínház / r. Eszenyi Enikő)
- Georges Feydeau és Maurice Desvallières: Egy éj a Paradicsomban (2018, Vígszínház / r. Michal Dočekal)
- Lev Tolsztoj: Háború és béke (2017, Vígszínház / r. Alexandr Bargman) /2018-ban szerepátvétel
- William Shakespeare: Hamlet (2017, Vígszínház / r. Eszenyi Enikő)
- Woody Allen: Szentivánéji szexkomédia (2017, Pesti Színház / r. Alexandr Bargman)
- Dés László, Geszti Péter és Békés Pál: A dzsungel könyve (1996, Pesti Színház / r. Hegedűs D. Géza) /2018-ban szerepátvétel
- Woody Allen: Játszd újra, Sam! (1983, Vígszínház / r. Valló Péter) /2018-ban szerepátvétel, Pesti Színház
- Németh  Ákos: Babett hazudik  (2016 Kaposvári  Csíky Gergely  Színház / r. Németh  Ákos)